# Kim Director
Kim Director est une actrice américaine, née le 13 novembre 1974 à Pittsburgh, en Pennsylvanie.

## Biographie
Kim Director est née à Pittsburgh en Pennsylvanie. Elle a étudié l'Université Carnegie-Mellon et est diplômée en 1997.  

## Filmographie

### Télévision

#### Séries télévisées
- 2001 : New York, police judiciaire (saison 11, épisode 16) : serveuse
- 2003 : Sex and the City (saison 6, épisode 7) : Gracie
- 2004 : New York, police judiciaire (saison 15, épisode 4) : jeune femme flic sous couverture
- 2005 : New York, section criminelle (saison 4, épisode 12) : Jocelyn Shapiro / Lori Purcell
- 2006 : Les Experts : Miami (saison 4, épisode 24) : Gloria Williams
- 2006 : Shark (saison 1, épisode 9) : Veronica Dale
- 2007–2008 : Cavemen : Heather
- 2008 : Life (saison 2, épisode 1) : Cheryl Price
- 2008 : Cold Case : Affaires classées (saison 6, épisode 6) : Marisa D'Amico
- 2012	: Unforgettable (saison 1, épisode 15) : Kate Jordan
- 2012 : Erroneous Convictions (pilot) : Jessica Kraft
- 2013 : Orange Is the New Black (saison 1, épisode 9) : Diane Vause
- 2014 : The Good Wife (saison 5, épisode 13) : Angela Moretti
- 2014 : Gotham (saison 1, épisode 6) : Lacey White
- 2016 : Elementary (saison 5, épisode 3) : Beth Stone
- 2017-2019 : Nola Darling n'en fait qu'à sa tête : Bianca Tate
- 2017-2019 : The Deuce : Shay

#### Téléfilms
- 2018 : Couronne mortelle pour la Reine de la promo (Dying for the Crown) de Sam Irvin : Andrea
- 2020 : Confessions d'une ado diabolique (InstaFame) de Nick Everhart : Destiny

### Cinéma
- 1998 : He Got Game : Lynn
- 1999 : Summer of Sam : Dee
- 2000 : The Very Black Show (Bamboozled) : Starlet
- 2000 : Blair Witch WebFest : Kim
- 2000 : Blair Witch 2 : Le Livre des ombres (Book of Shadows: Blair Witch 2) : Kim Diamond
- 2002 : Unforeseen : Cashier
- 2004 : Tony 'n' Tina's Wedding : Connie
- 2004 : She Hate Me : Grace
- 2005 : Charlie's Party : Zoe Fields
- 2006 : Live Free or Die : Donna
- 2006 : Inside Man : L'Homme de l'intérieur (Inside Man) : Stevie
- 2006 : Life Is Short : Erin
- 2006 : Un crime (A Crime) : Ashley
- 2016 : Split : Hannah